# Jacek Urbaniak
Jacek Urbaniak (ur. 12 października 1949 w Warszawie) – polski muzyk, instrumentalista, specjalizujący się w instrumentach dętych drewnianych i muzyce dawnej, lider zespołu Ars Nova, kompozytor.

## Działalność
W 1974 studiował  w Królewskiej Akademii Muzycznej w Sztokholmie w zakresie gry na oboju i flecie prostym. Grał na oboju w orkiestrze Opery w Oslo w latach 1993−1994, Warszawskiej Opery Kameralnej w roku 1986 i Filharmonii Narodowej w Warszawie w latach 1975-1985.
Instrumentami historycznymi zajmował się od 1980. W 1981 objął kierownictwo zespołu Ars Nova.
W 1993–1996 prowadził ok. 100 audycji radiowych o muzyce dawnej. Od 1995 współpracuje z wieloma reżyserami teatralnymi i filmowymi.  Poza tym jest jurorem konkursów muzyki dawnej (Schola Cantorum w Kaliszu), współzałożycielem Polskiego Towarzystwa Muzyki Dawnej, dyrektorem artystycznym Festiwalu Muzyki Dawnej Polskiego Towarzystwa Muzyki Dawnej na Zamku Królewskim w Warszawie w latach istnienia festiwalu: 1990-2011.
Jacek Urbaniak jest uważany za jednego z pionierów ruchu muzyki dawnej w Polsce, który stał się częścią europejskiego i światowego nurtu odrodzenia twórczości sprzed wieków. Zajmuje się też aranżacją muzyki ludowej oraz kompozycją.
Od 2017 roku współpracuje z Polską Operą Królewską w Warszawie przy tworzeniu programów dawnej muzyki polskiej.

## Instrumentarium

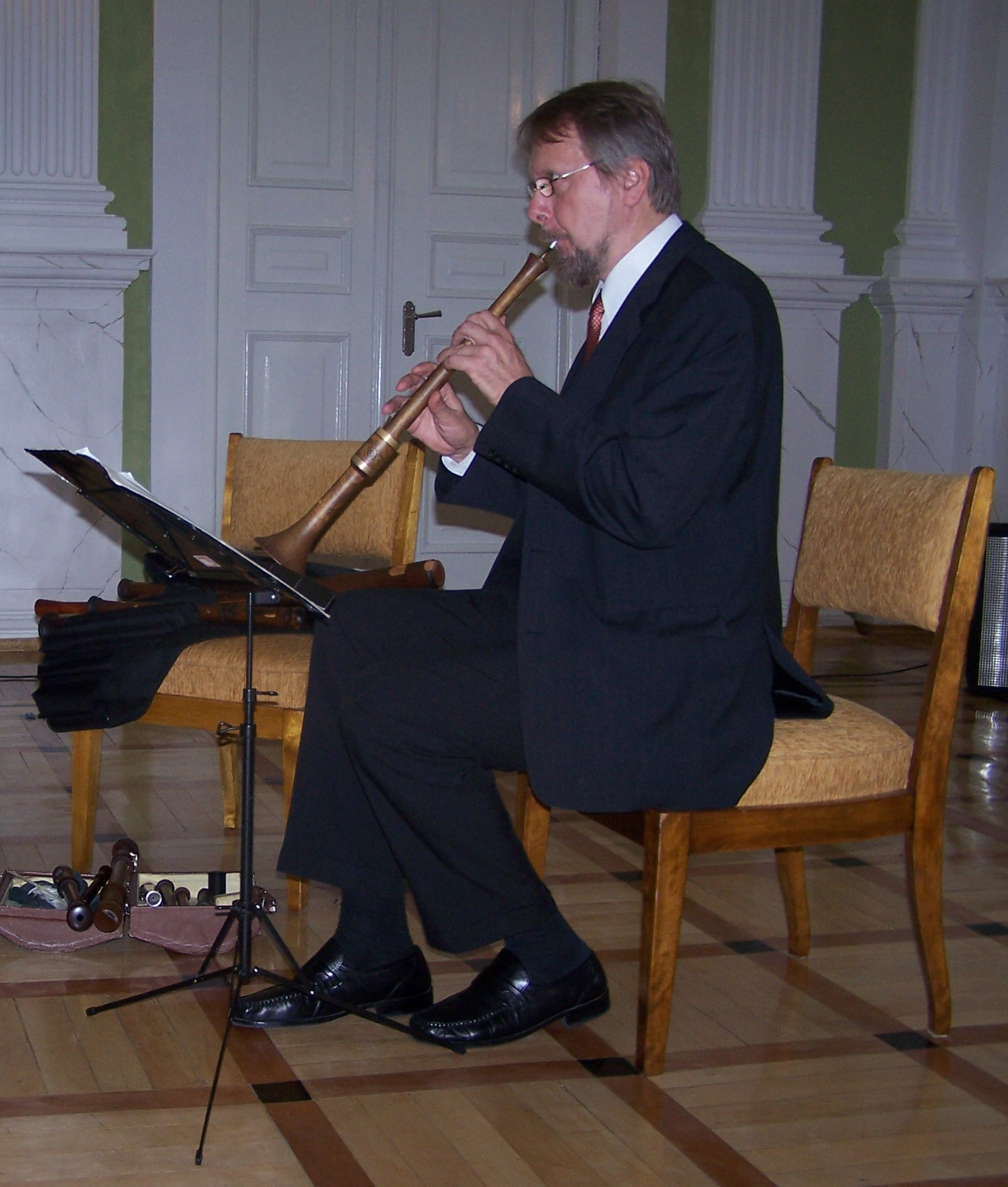
Jacek Urbaniak podczas koncertu zespołu Ars Nova. Zamek Królewski w Warszawie, 2006.

Artysta gra na instrumentach dętych drewnianych:
- obój,
- rożek angielski,
- pomort,
- cornamusa,
- flety proste,
- okaryny,
- fujarki.

## Nagrody i wyróżnienia
- nagroda na Festiwalu Teatralnym w Opolu za muzykę do spektaklu Teatru Wierszalin,
- nagroda Polskiego Radia za sięganie do polskich korzeni kulturowych i przełamywanie barier dzielących tradycję od współczesności,
- Nagroda Muzyczna Fryderyk – 1996 (z zespołem Ars Nova),
- Odznaka Zasłużony dla Warszawy,
- Brązowy Krzyż Zasługi,
- Srebrny Medal „Zasłużony Kulturze Gloria Artis”[2],
- Odznaka honorowa „Zasłużony dla Kultury Polskiej”,
- Odznaka „Zasłużony dla Regionu Kurpiowskiego”,
- Srebrny Krzyż Zasługi,